# Нестеренко Вадим Анатолійович
Вадим Анатолійович Нестеренко (8 грудня 1963) — радянський та український футболіст, який грав на позиції півзахисника. Відомий за виступами в низці українських клубів другої ліги та нижчих ліг українського чемпіонату. Після закінчення кар'єри гравця — український футбольний арбітр, судив матчі першої та другої ліг України, та Кубка України.

## Клубна кар'єра
Вадим Нестеренко дебютував у команді майстрів в 1985 році в команді другої ліги «Таврія» з Сімферополя. Після цього кілька років Нестеренко грав за аматорські команди Донецької області. У 1990 році Вадим Нестеренко грав у команді другої нижчої ліги «Шахтар» з Павлограда. У 1992 році Нестеренко став гравцем команди перехідної ліги українського чемпіонату «Канатник» з Харцизька. У 1993 році футболіст грав за команду перехідної ліги «Антрацит» з Кіровського, після чого до 1998 року грав за низку аматорських команд Донеччини, зокрема «Південьсталь», «Вуглик» з Макіївки, а також «Зоря» з Хоросткова, у 1998 році завершив виступи на футбольних полях.

## Суддівська кар'єра
Після невеликої перерви Вадим Нестеренко повернувся у великий футбол в 2000 році як суддя. Спочатку колишній футболіст був головним арбітром матчів другої української ліги, а з 2002 року обслуговував матчі також першої ліги, а з 2003 року матчі Кубка України. Суддівську кар'єру завершив у 2008 році, усього провів 4 матчі Кубка України, 81 матч у першій лізі, та 54 матчі в другій лізі.